# Z innego punktu widzenia
Z innego punktu widzenia - kaseta zespołu Rejestracja wydana w 1995.

## Lista utworów
1. Fundament
2. Moje ambicje
3. Zastanawiasz się
4. Obojętność
5. Zwróć mi moją samotność

## Skład
- Mirek "Gonzo" Zacharski - wokal
- Tomasz "Murek" Murawski – gitara
- Bartek Lewandowski - gitara basowa
- Tomasz "Siata" Siatka – perkusja